# لارو

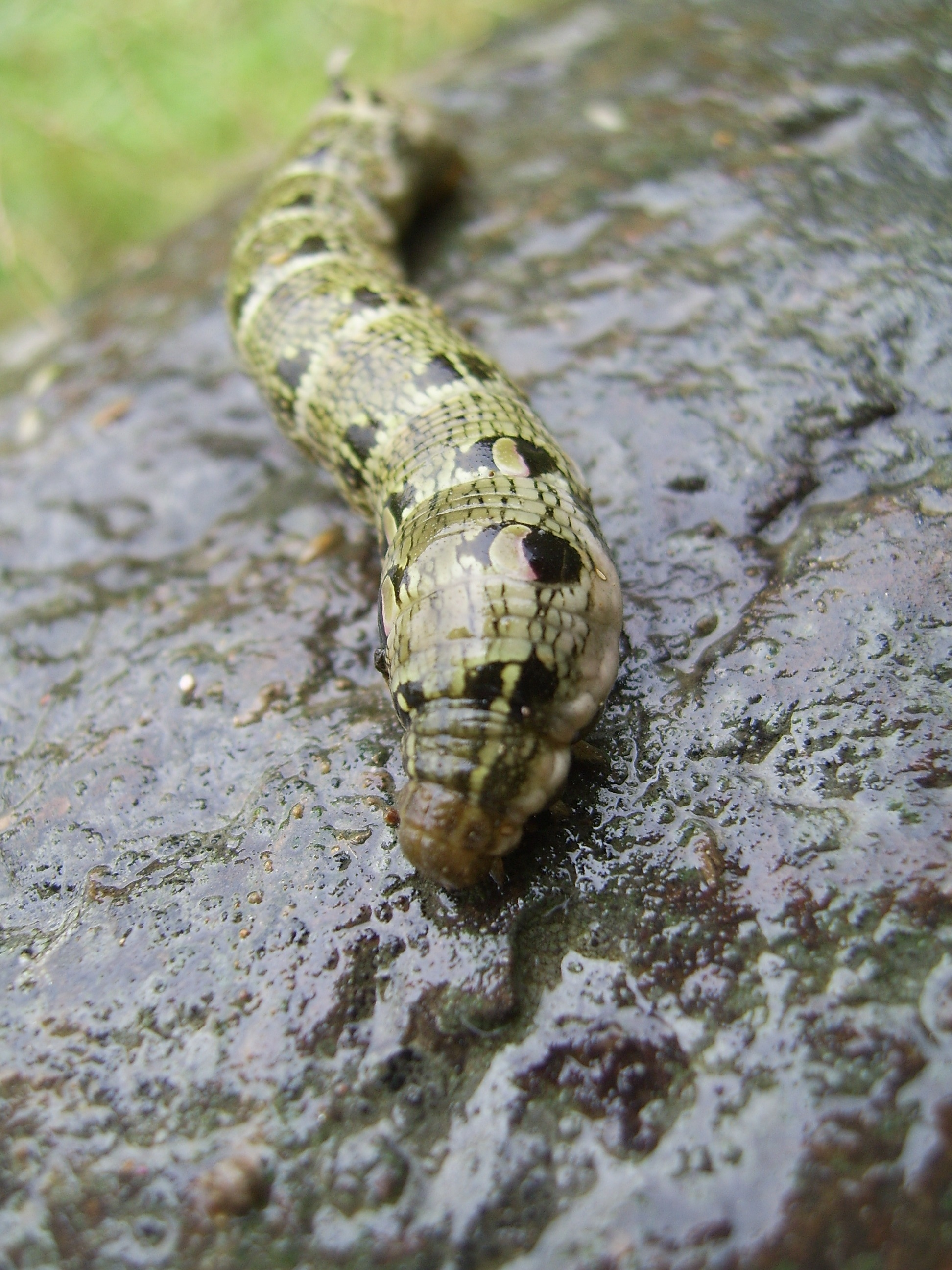
یک لارو

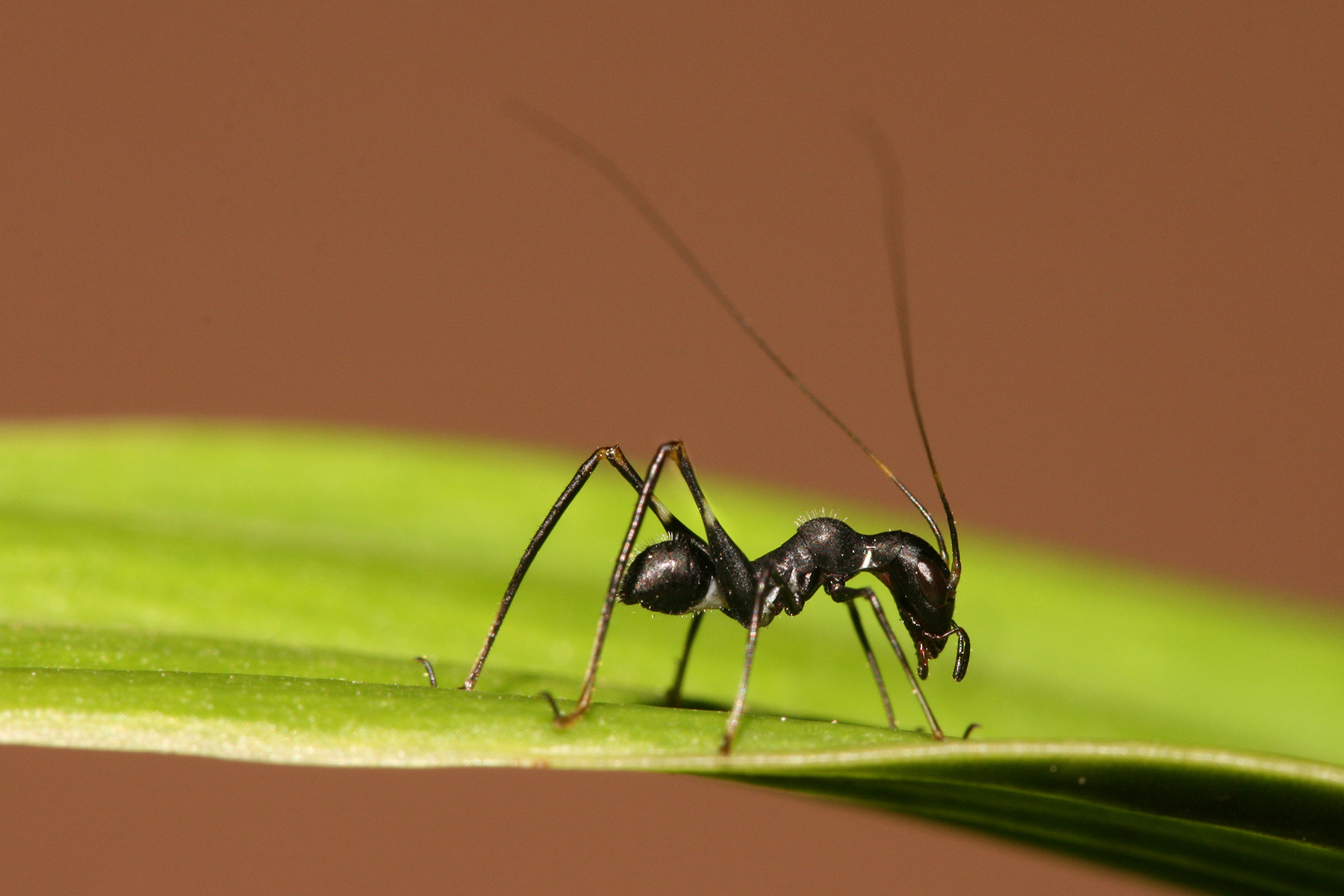
لارو جیرجیرک بزرگ‌شمشیر شبیه مورچه است. (طول ۴ میلی‌متر)

کرمینه یا لارو به نوزاد جانورانی که دگردیسی کامل دارند (مانند حشرات و دوزیستان) گفته می‌شود. شکل آن هیچ شباهتی به حشره بالغ نداشته و از نظر دگردیسی تغییرات فیزیولوژیکی و ریخت‌شناسی قابل توجهی را متحمل می‌شود.
در شفیره معمولاً سه قسمت سر، سینه و شکم مشخص است. از نظر محیط زندگی و رژیم غذایی لاروها فوق‌العاده متنوع هستند. حشرات در مرحله کرمی دارای قدرت تغذیه و تخریب فراوان هستند. لاروهای نوزاد که از تخم خارج می‌شوند اغلب بلافاصله شروع به تغذیه می‌کنند ولی گاهی تا مدتی از تغذیه خودداری می‌کنند. لارو حشرات هنگام تغذیه رشد و نمو کرده، ازدیاد حجم پیدا می‌کنند و سپس پوست‌اندازی می‌دهند. فاصلهٔ میان دو پوست‌اندازی را یک سن (Instar) لاروی می‌گویند. تعداد دفعات پوست‌اندازی در گونه‌های مختلف، متفاوت ولی برای یک گونه معمولاً ثابت است مگر در موارد استثنایی که تحت تأثیر گرما و رطوبت و دیگر شرایط خارجی ممکن است تعداد آن متغیر باشد.
از شاخص‌ترین حشرات در این باره می‌توان به خانواده‌های پروانه‌ها، سوسک‌ها و دوبالان (مگس‌ها) اشاره کرد.
نوزاد حشرات بدون دگردیسی را که از نظر شکل شبیه والدین بوده و تنها از نظر جثه کوچک‌ترند پوره (به انگلیسی: Nymph) می‌نامند مانند حشرات متعلق به خانوادهٔ ملخ‌ها.